# İlham Yadullayev
İlham Həmzə oğlu Yadullayev (ur. 17 września 1975) – azerski piłkarz grający na pozycji środkowego obrońcy. Był reprezentantem Azerbejdżanu.

## Kariera klubowa
Swoją karierę piłkarską Yadullayev rozpoczął w klubie Neftçi PFK. W 1993 roku awansował do kadry pierwszego zespołu i wtedy też zadebiutował w jego barwach w azerskiej Premyer Liqası. W sezonie 1994/1995 zdobył z nim Puchar Azerbejdżanu. Wiosną 1995 grał w İnşaatçı Baku. Latem 1995 wrócił do Neftçi i w sezonie 1995/1996 wywalczył z nim dublet - mistrzostwo i Puchar Azerbejdżanu, a w sezonie 1996/1997 został z nim mistrzem kraju. Od wiosny 1997 do końca 1998 roku grał w OİK Bakı. Na początku 1999 wrócił do Neftçi. W sezonie 1998/1999 zdobył z nim Puchar Azerbejdżanu, a w sezonie 2000/2001 wywalczył wicemistrzostwo kraju. W sezonie 2001/2002 grał w Şəmkirze FK, z którym został mistrzem Azerbejdżanu.
Latem 2002 Yadullayev przeszedł do irańskiego Sanatu Naft Abadan. Jeszcze w tym samym roku odszedł do ukraińskiego Wołyni Łuck, w której zadebiutował 17 lipca 2002 w przegranym 1:8 wyjazdowym meczu z Arsenałem Kijów. Był to zarazem jego jedyny mecz w barwach Wołyni.
Latem 2003 Yadullayev został piłkarzem innego ukraińskiego klubu, Tawrii Symferopol. Swój debiut w nim zanotował 22 lipca 2003 w zremisowanym 0:0 wyjazdowym meczu z Worskłą Połtawa. W Tawrii grał przez pół roku.
Na początku 2004 Yadullayev przeszedł do Qarabağu, gdzie grał przez pół sezonu. W sezonie 2004/2005 najpierw grał w Neftçi PFK, z którym został wicemistrzem kraju, a następnie w Gəncə FK, gdzie występował do końca sezonu 2005/2006. W latach 2006–2010 grał w klubie Karvan Yevlax, w którym zakończył karierę.
| Sezon   | Klub               | Kraj        | Rozgrywki       | Mecze | Gole |
| ------- | ------------------ | ----------- | --------------- | ----- | ---- |
| 1993    | Neftçi PFK         | Azerbejdżan | Premyer Liqası  | 8     | 0    |
| 1993/94 | Neftçi PFK         | Azerbejdżan | Premyer Liqası  | 1     | 0    |
| 1994/95 | Neftçi PFK         | Azerbejdżan | Premyer Liqası  | 1     | 0    |
| 1994/95 | İnşaatçı Baku      | Azerbejdżan | Premyer Liqası  | 8     | 0    |
| 1995/96 | Neftçi PFK         | Azerbejdżan | Premyer Liqası  | 22    | 3    |
| 1996/97 | Neftçi PFK         | Azerbejdżan | Premyer Liqası  | 15    | 1    |
| 1996/97 | OİK Bakı           | Azerbejdżan | Premyer Liqası  | 13    | 4    |
| 1997/98 | OİK Bakı           | Azerbejdżan | Premyer Liqası  | 16    | 1    |
| 1998/99 | OİK Bakı           | Azerbejdżan | Premyer Liqası  | 18    | 0    |
| 1998/99 | Neftçi PFK         | Azerbejdżan | Premyer Liqası  | 1     | 0    |
| 1999/00 | Neftçi PFK         | Azerbejdżan | Premyer Liqası  | 21    | 3    |
| 2000/01 | Neftçi PFK         | Azerbejdżan | Premyer Liqası  | 19    | 1    |
| 2001/02 | Şəmkir FK          | Azerbejdżan | Premyer Liqası  | 21    | 1    |
| 2002/03 | Sanat Naft Abadan  | Iran        | Iran Pro League | ?     | ?    |
| 2002/03 | Wołyń Łuck         | Ukraina     | Premier-liha    | 1     | 0    |
| 2003/04 | Tawrija Symferopol | Ukraina     | Premier-liha    | 10    | 0    |
| 2004/05 | Neftçi PFK         | Azerbejdżan | Premyer Liqası  | 6     | 0    |
| 2004/05 | Gəncə FK           | Azerbejdżan | Premyer Liqası  | 15    | 1    |
| 2005/06 | Gəncə FK           | Azerbejdżan | Premyer Liqası  | 23    | 0    |
| 2006/07 | Karvan Yevlax      | Azerbejdżan | Premyer Liqası  | 10    | 0    |
| 2007/08 | Karvan Yevlax      | Azerbejdżan | Premyer Liqası  | 18    | 0    |
| 2008/09 | Karvan Yevlax      | Azerbejdżan | Premyer Liqası  | 19    | 0    |
| 2009/10 | Karvan Yevlax      | Azerbejdżan | Premyer Liqası  | 4     | 0    |

## Kariera reprezentacyjna
W reprezentacji Azerbejdżanu Yadullayev zadebiutował 14 października 1998 w przegranym 1:2 meczu eliminacji do Euro 2000 z Liechtensteinem, rozegranym w Vaduz. Grał w również w eliminacjach do MŚ 2002 i do Euro 2004. Od 1998 do 2004  rozegrał w kadrze narodowej 37 meczów.